# Uncorked (album)
Uncorked is een livealbum van Al Stewart. Het is opgenomen tijdens drie concerten die Stewart gaf in Annapolis (Maryland), (The Rams Head) Charlottesville (Virginia) (The Gravity Lounge) en Phoenixville (Pennsylvania) (Colonial Theatre). Het aantal musici is tot de essentie teruggebracht: twee. De grote hits van Stewart zoals Year of the cat, On the border en Time passages ontbreken op het album.

## Musici
- Al Stewart – gitaar, zang
- Dave Nachmanoff – gitaar, zang
- Michael Nachmanoff – basgitaar op Carol

## Muziek
| Nr. | Titel                                             | Duur |
| --- | ------------------------------------------------- | ---- |
| 1.  | Last days of the century/Constantinople/Last days | 7:24 |
| 2.  | Coldest winter                                    | 5:56 |
| 3.  | Warren Harding                                    | 3:10 |
| 4.  | News from Spain                                   | 5:59 |
| 5.  | Bedsitter images                                  | 4;15 |
| 6.  | Midas shadow                                      | 3:53 |
| 7.  | Running man                                       | 4:38 |
| 8.  | Palace of Versailles                              | 4:27 |
| 9.  | Auctioning Dave (verhaaltje)                      | 1:11 |
| 10. | Princess Olivia                                   | 2:59 |
| 11. | Life in the dark water                            | 5:04 |
| 12. | Carol                                             | 5:01 |
| 13. | Old admirals                                      | 5:23 |